# Ahvenjärvi (Gällivare socken, Lappland, 743980-170324)
Ahvenjärvi är en sjö i Gällivare kommun i Lappland och ingår i Råneälvens huvudavrinningsområde.